# Giro de Lombardía 1926
El Giro de Lombardía 1926 fue la 22.ª edición del Giro de Lombardía. Esta carrera ciclista organizada por La Gazzetta dello Sport se disputó el 31 de octubre de 1926 con salida y llegada a Milán después de un recorrido de 251 km.
El ganador por segundo año consecutivo fue Alfredo Binda (Legnano-Pirelli) que se impuso ante sus compatriotas Antonio Negrini (Wolsit-Pirelli) y Ermanno Vallazza (Legnano-Pirelli).
Binda gana con casi media hora de ventaja respecto al segundo clasificado. Bottecchia acaba cuarto al pinchar en diversas ocasiones en los kilómetros finales siendo superado por Negrini y Vallazza.

## Clasificación general
| Posición | Ciclista            | Equipo                | Tiempo       |
| -------- | ------------------- | --------------------- | ------------ |
| 1        | Alfredo Binda       | Legnano-Pirelli       | 9h 52' 32"   |
| 2        | Alfonso Piccin      | Christophe-Hutchinson | + 4' 11"     |
| 3        | Ermanno Vallazza    | Legnano-Pirelli       | m. t.        |
| 4        | Ottavio Bottecchia  | Automoto-Hutchinson   | + 32'18"     |
| 5        | Umberto Brivio      | Individual            | + 33' 12"    |
| 6        | Domenico Piemontesi | Alcyon-Dunlop         | + 33' 26"    |
| 7        | Marco Giuntelli     | Individual            | + 35' 05"    |
| 8        | Secondo Martinetto  | Méteore-Wolber        | + 1h 01' 28" |
| 9        | Aimé Dossche        | Christophe-Hutchinson | m. t.        |
| 10       | Battista Gilli      | Individual            | + 1h 08' 28" |